# ガンモ・マルクス
ミルトン・"ガンモ"・マルクス（Milton "Gummo" Marx、1893年10月23日 - 1977年4月21日）は、アメリカ合衆国の喜劇俳優マルクス兄弟の四男（長男とされるチコの前に生後まもなく夭折した第一子がいるので厳密には五男）。

## 生涯
ニューヨーク市にユダヤ系ドイツ人移民の子として生まれる。兄弟たちとともにボードビルの舞台に立つが、第一次世界大戦のさいに徴兵され役者としての活動を休止する（兄弟のうち従軍したのはガンモのみである）。舞台を降りたのはたんに演芸に飽きたからだともいわれる。彼が兵役についたのは休戦協定の直前だったため、海外へ派兵されることはなかった。退役後のガンモは洋裁事業に携わった。
のちに彼は弟のゼッポと協力してプロダクションを経営することとなる。ゼッポとの共同経営を終えたのち、ガンモは兄グルーチョの代理人を務めるかたわらテレビ番組「The Life of Riley」（グルーチョが企画したラジオショー「The Flotsam Family」が原案）の制作などにも携わった。ガンモはグルーチョ以外にも多くの俳優や作家の代理人を務めている。
ガンモはビジネスマンとして大変な信頼をかちえるようになった。彼は代理人としてクライアントと契約書を交わすことをめったにしなかった。自分の仕事を気に入ってもらえたらそのまま自分を使ってくれればよいし、気に入らなければ他を当たってくれればよいというのが彼のビジネス哲学であった。他の兄弟たちとは異なり、彼の社会生活は主に実業家たちと関わるものであった。
ガンモというニックネームは「gumshoe」（＝【名】ゴム靴、【動】忍び寄る、転じて【名】刑事、探偵）からとられたものだが、これは彼が舞台裏で足音を立てずに歩き、相手に気取られずに忍び寄る癖があったためだといわれている。伝記作者や家族によってなされる別の説明は、彼が兄弟の中で最も病弱であり悪天候のときには病気にならないようつねにゴムのオーバーシューズを履いていたためだというものである。四兄弟（グルーチョ、チコ、ハーポ、ガンモ）のニックネームははイリノイ州ゲイルズバーグのオーファム・シアターでトランプをしながら考え出されたものだが、この名前が彼らの生涯を通じて使用されることとなった。
ガンモは1977年4月21日、カリフォルニア州パームスプリングスで死んだ。彼の死はグルーチョに伝えられなかった。グルーチョはこのころすでに病気が悪化しており、この訃報はグルーチョの健康をさらに損なうことになると周囲の人々が考えたためである（チコとハーポはすでに亡く、グルーチョもガンモの後を追うように同年8月に没した）。

## 備考
ジャスパー・フォードの小説「The Fourth Bear」において、ガンモ・マルクスを顕彰した遊園地「ガンモ・ワールド」なるものが言及される。
非SI接頭辞において10-36を表す「ガンモ」は彼の名から取られている。なお10-27、10-30、10-33、10-39はそれぞれ「ハーポ」、「グルーチョ」、「ゼッポ」、「チコ」である。